# Charles A. Rawson
Charles A. Rawson (Des Moines, 1867. május 29. – Des Moines, 1936. szeptember 2.) az Amerikai Egyesült Államok szenátora (Iowa, 1922).